# Hemerobius nigridorsus
Hemerobius nigridorsus is een insect uit de familie van de bruine gaasvliegen (Hemerobiidae), die tot de orde netvleugeligen (Neuroptera) behoort. 
Hemerobius nigridorsus is voor het eerst wetenschappelijk beschreven door Monserrat in 1996.